# Jiskrové ze Sobince
Jiskrové ze Sobince byl významný královéhradecký erbovní rod, který patřil v (2. polovině) 16. století a v 1. polovině 17. století k nejvíce bohatým ve městě. Dva příslušníci rodu zastávali pozici primase v Hradci Králové.

## Václav Jiskra ze Sobince starší
Václav Jiskra ze Sobince starší byl zakladatelem rodu. Aktivně se účastnil správy města jako obecní starší, konšel, v roce 1555 doložený jako starší literátského kůru a v letech 1563–⁠1565 a 1568–⁠1570 působící jako hradecký primas. Po roce 1565 (po smrti Jana Nejedlého) byl císařským rychtářem. Zveleboval rybniční hospodářství města. Za zásluhy získal majestátem císaře Ferdinanda I. ze dne 26. ledna 1558 erb a titul ze Sobince. Pohřben byl v chrámu sv. Ducha v Hradci Králové (náhrobní deska umístěna na severní straně).
Václav měl tři děti: dva syny – Václava mladšího a Adama (zemřel 1591) – a dceru Justýnu, která se v roce 1583 provdala za Jindřicha Klepsatela z Mühlhausenu.

## Václav Jiskra ze Sobince mladší
Václav Jiskra ze Sobince mladší (1555 Hradec Králové – 6. ledna 1607 Hradec Králové) dosáhl stejně jako jeho otec postu hradeckého primase, a to v letech 1601–⁠1607. Již od začátku své pracovní kariéry se věnoval práci pro obec, a pokračoval tak v rodinné tradici. V roce 1588 byl zmiňován jako jeden z "rejtarů" vyslaných z Hradce Králové na pomoc arciknížeti Maxmiliánovi do Polska. Z pozice konšela městské rady zastupoval Hradec na sněmu v roce 1591. V roce 1596 se stal spoluhejtmanem městské stráže s Fridrichem Gryským. Byl členem literátského kůru a výrazně přispěl k tvorbě bohatě zdobených kancionálů, z nichž je známá také jeho podoba. Věnoval se i rozvoji obecních škol a chrámu sv. Ducha. Vlastnil tzv. Jiskrovský dům, tedy budovu, která byla jednou z jedenácti budov v místech později vzniklého Nového Adalbertina. Dále vlastnil Sokolský dům, dvůr na Střezině, další budovy ve městě i krčmu ve Lhotě pod Strání. Zemřel v roce 1607. Na jeho pohřbu (8. ledna 1607) pronesl promluvu (následně vydanou tiskem) významný evangelický kněz Jiří Tesák Mošovský.
Václav mladší byl třikrát ženatý. Jeho první ženou byla Ludmila rozená Balbínová z Vorličné, dcera Jiříka Škornice Balbína z Vorličné. Z tohoto svazku se narodil syn Daniel. Druhé manželství s Annou Marchanovou/Marhanovou (zemřela 1599) přineslo další dvě děti: syna Jana (zemřel 1614) a dceru Ludmilu (ta se vdala za Jana mladšího Činvice z Libína, který zemřel v roce 1622). Třetí ženu Magdalénu, rozenou Hušperkovou, si vzal v roce 1600 a odkázal jí ve své poslední vůli svůj veškerý majetek. Z tohoto manželství vzešly čtyři děti: Karel, Václav, Mariana a Dorota.

## Karel Jiskra ze Sobince
Karel Jiskra ze Sobince (1602 – 9. ledna 1654) byl synem primase Václava Jiskry ze Sobince mladšího a hlavním pokračovatelem rodu. Zastával funkci městského písaře. Byl majitelem několika domů ve vnitřním městě, včetně dnešního domu čp. 165. Jeden z domů prodal již v roce 1636. Od 40. let 17. století se začal rodový majetek drolit. Karel byl posledním členem rodu, který se ještě mohl těšit společenské prestiži. Karel si za ženu vzal Dorotu (narozena 1608), dceru Lukáše Balbína z Vorličné na Petrovicích (1585–1622).
Pochován byl v kostele sv. Jakuba na Louce (jedná se o jeden ze zaniklých kostelů v Hradci Králové). 
Po jeho smrti v roce 1654 rod prakticky zanikl a rodový majetek se dále rozdělil. Rodový dům, tzv. Adolfovský dům čp. 165 (pojmenovaný podle dřívějšího majitele Adolfa Zlatníka) přešel po Karlově smrti jako pozůstalost na jeho dceru Kateřinu a jejího manžela Jiříka Kracmajera. Spolu s nimi měl podíl na domě také syn Karla Jiskry a Kateřiny, Karel ml. Jiskra ze Sobince, který však v té době byl ještě nezletilý. V roce 1688 tento dům koupil Samuel Wagner s manželkou Dorotou (sňatek 29. ledna 1668), což byla dcera Karla Jiskry. Podíl na majetku měl stále také Karel mladší, který byl v té době vyplacen. Za zmínku stojí, že tento dům v 19. století krátce vlastnil také Alois Kemlink.